# Finanças descentralizadas
As finanças descentralizadas (também conhecidas como DeFi) são uma forma experimental de finanças que não depende de intermediários financeiros centrais, como corretoras, exchanges ou bancos e, em vez disso, utiliza contratos inteligentes em blockchains, sendo a mais comum a do Ethereum. Plataformas DeFi permitem que as pessoas ofereçam ou recebam fundos de empréstimos umas das outras, especulem sobre os movimentos de preços em uma gama de ativos usando derivativos, negociem criptomoedas, assegurem-se contra riscos e ganhem juros em uma conta poupança. Alguns aplicativos DeFi promovem altas taxas de juros, com alguns provedores oferecendo taxas de três dígitos, porém sujeitos a alto risco. Em outubro de 2020, mais de 11 bilhões de dólares foram depositados em vários protocolos de finanças descentralizadas, o que representava um crescimento de mais de dez vezes durante o ano de 2020. Em janeiro de 2021, aproximadamente 20,5 bilhões de dólares já haviam sido investidos em DeFi.

## História
As exchanges descentralizadas (DEXs abreviadas) como ecossistemas alternativos de pagamento com novos protocolos para transações financeiras surgiram no âmbito das finanças descentralizadas, que fazem parte da tecnologia blockchain e Fintech.
A MakerDAO é considerada a primeira plataforma DeFi focada em stablecoins, as moedas estáveis. Ela permite a contratação de empréstimos de sua stablecoin Dai e busca manter o preço dessa criptomoeda atrelado ao dólar de forma descentralizada.
Em junho de 2020, a Compound Finance começou a recompensar os credores e devedores de criptomoedas em sua plataforma com tokens. Além dos típicos pagamentos de juros aos credores, a empresa ofereceu unidades de uma nova criptomoeda conhecida como COMP (Compound), o token de governança da própria plataforma, também negociável em corretoras de criptomoedas. Outras plataformas seguiram o exemplo, o que deu origem a um fenômeno conhecido como "cultivo de rendimento" ou "mineração de liquidez", no qual os especuladores transferem ativos digitais entre diferentes pools de liquidez em uma plataforma e entre diferentes plataformas de modo a maximizar seu rendimento total, que inclui não apenas juros e taxas, mas também o valor destes tokens adicionais recebidos como recompensas.
Em julho de 2020, o jornal americano The Washington Post escreveu um artigo abordando as finanças descentralizadas, incluindo detalhes da prática do "cultivo de rendimento", retornos sobre investimentos e os riscos envolvidos. Em setembro de 2020, a Bloomberg informou que as finanças descentralizadas representavam dois terços do mercado de criptomoedas em relação às variações de preço e que os níveis de garantia do DeFi haviam chegado a 9 bilhões de dólares. A plataforma Ethereum viu um crescimento no número de desenvolvedores durante 2020 devido ao aumento do interesse por DeFi.
O DeFi tem atraído grandes investidores de capital de risco e criptomoedas, como Andreessen Horowitz, Bain Capital Ventures e Michael Novogratz.
Em 08 de fevereiro de 2022, a gestora QR Asset Management lançou na B3 o primeiro ETF do mundo de DeFi, o QDFI11.

## Como o DeFi funciona
O DeFi tem como base os aplicativos descentralizados, conhecidos como DApps, que executam funções financeiras em livros-razão digitais chamados de blockchains, uma tecnologia que foi utilizada pela primeira vez pelo Bitcoin, mas desde então tem se popularizado cada vez mais. Em vez das transações serem realizadas por meio de um intermediário centralizado, como uma corretora de criptomoedas, elas acontecem diretamente entre os participantes, a partir da mediação de programas de contratos inteligentes. Os DApps normalmente são acessados por meio de uma extensão de navegador ou aplicativo habilitado para Web3, como o MetaMask. Muitos desses DApps podem se conectar e trabalhar juntos para criar serviços financeiros complexos. Por exemplo, quem tem stablecoins pode entregar seus ativos para um pool de liquidez. Outras pessoas podem, então, tomar emprestado desse pool, contribuindo com garantias adicionais, normalmente com mais do que o valor do empréstimo. O protocolo ajusta automaticamente as taxas de juros com base na demanda pelo ativo atualizada a cada momento.
A descentralização refere-se à ausência de uma corretora central. Os programas dos contratos inteligentes para os protocolos DeFi são executados a partir de um software de código aberto criado por uma comunidade de desenvolvedores e programadores.
Um exemplo de um protocolo DeFi é o Uniswap, que é uma exchange descentralizada ou dex que opera na blockchain do Ethereum e permite a negociação de centenas de diferentes tokens digitais emitidos nessa blockchain. Em vez de depender de agentes de liquidez centralizados para manter as ordens de compra e venda, o algoritmo do Uniswap incentiva os usuários a formar pools de liquidez para os tokens, emitindo taxas de negociação para aqueles que fornecem liquidez. Existe uma equipe de desenvolvimento por trás do software implementado no Uniswap, mas a plataforma é de fato governada por seus usuários. Como não há uma entidade central dirigindo o Uniswap, não há ninguém para verificar a identidade das pessoas que utilizam a plataforma. Ainda não se sabe qual posição os agentes reguladores assumirão em relação à legalidade de uma plataforma como esta.
Outro exemplo são os "empréstimos instantâneos", que são empréstimos sem garantia de um valor arbitrário que são tomados e reembolsados em um único intervalo de bloco, com uma duração de minutos ou até mesmo segundos. Apesar de ser possível existirem usos legítimos deste tipo de empréstimo, as plataformas DeFi também tem sido exploradas a partir destes empréstimos instantâneos para a  manipulação de curto prazo do preço de liquidação das criptomoedas.

## Críticas
As transações que acontecem em uma blockchain são irreversíveis, o que significa que se uma transação incorreta for consolidada em uma plataforma DeFi, ou até mesmo se um contrato inteligente for executado com erros em seu código, nem sempre será possível corrigir facilmente. Erros de programação e ataques cibernéticos são comuns. Em 2020, uma plataforma conhecida como Yam Finance recebeu 750 milhões de dólares em depósitos logo antes de ficar fora do ar, dias após o lançamento, por causa de um erro de programação. Além disso, o código dos contratos inteligentes das plataformas DeFi é geralmente um software de código aberto que pode ser facilmente copiado para o desenvolvimento de plataformas concorrentes, o que cria instabilidades conforme os fundos se deslocam de plataforma para plataforma.
A pessoa ou a empresa por trás de um protocolo DeFi pode ser desconhecida e há a possibilidade de desaparecer com o dinheiro dos investidores. O investidor Michael Novogratz descreveu alguns dos protocolos DeFi como um tipo de esquema ponzi.
O DeFi não está em conformidade com regras de Know Your Customer (KYC) e outras de combate à lavagem de dinheiro (AML, do inglês Anti-Money Laundering).
O DeFi foi comparado à moda das ICOs em 2017, parte da bolha de criptomoedas que ocorreu naquele ano. Investidores inexperientes correm o risco de perder dinheiro usando as plataformas DeFi devido à sofisticação e ao conhecimento necessários para interagir com essas plataformas e à falta de um intermediário com um departamento de suporte ao cliente.